# Rute Muianga
Rute Muianga (Maputo, 6 aprile 1983) è un'ex cestista mozambicana.

## Carriera
Con il Mozambico ha disputato i Campionati mondiali del 2014.